# Eau Claire (Pennsilvània)
Eau Claire és una població dels Estats Units a l'estat de Pennsilvània. Segons el cens del 2000 tenia 355 habitants.

## Demografia
Segons el cens del 2000, Eau Claire tenia 355 habitants, 135 habitatges, i 105 famílies. La densitat de població era de 100 habitants per quilòmetre quadrat.
Dels 135 habitatges en un 35,6% hi vivien nens de menys de 18 anys, en un 59,3% hi vivien parelles casades, en un 12,6% dones solteres, i en un 22,2% no eren unitats familiars. En el 17,8% dels habitatges hi vivien persones soles el 6,7% de les quals corresponia a persones de 65 anys o més que vivien soles. El nombre mitjà de persones vivint en cada habitatge era de 2,63 i el nombre mitjà de persones que vivien en cada família era de 2,9.
Per edats la població es repartia de la següent manera: un 26,5% tenia menys de 18 anys, un 9,9% entre 18 i 24, un 32,7% entre 25 i 44, un 20,8% de 45 a 60 i un 10,1% 65 anys o més.
L'edat mediana era de 33 anys. Per cada 100 dones de 18 o més anys hi havia 96,2 homes.
La renda mediana per habitatge era de 31.181 $ i la renda mediana per família de 32.083 $. Els homes tenien una renda mediana de 29.125 $ mentre que les dones 19.500 $. La renda per capita de la població era de 14.383 $. Entorn del 16,1% de les famílies i el 15,3% de la població estaven per davall del llindar de pobresa.

## Poblacions més properes
El següent diagrama mostra les poblacions més properes.